# URSS en construcción

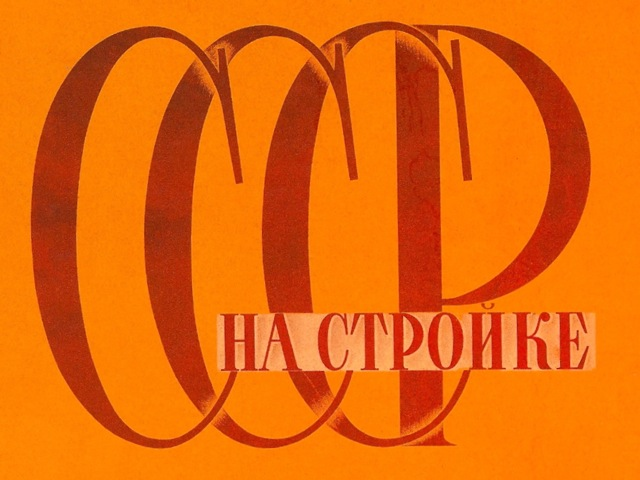
Logo de la URSS en construcción.

URSS en construcción (en ruso: СССР на стройке, transliterado como SSSR na stroike o, académicamente, como SSSR na strojke) fue una publicación propagandística soviética publicada entre 1930 y 1941, cuando se produjo la invasión nazi de la URSS que diese comienzo a la denominada Gran Guerra Patriótica. Además, también salió brevemente durante 1949.
Se convirtió en una de las principales revistas englobadas dentro de la contracorriente marxista durante el primer año del denominado realismo socialista lanzado en la entonces Unión Soviética.
Sus páginas ofrecían algunos de los mejores ejemplos de fotomontajes de principios del siglo XX. Cada número se caracterizaba por su elaborada creación artística, incluyendo páginas de gran tamaño, algunas de las cuales eran plegables. Además del idioma ruso, la revista era traducida al alemán, francés, inglés y, desde 1938, en español.
La publicación informaba a sus lectores extranjeros acerca del presunto fenómeno de “hiperconstrucción” que estaba teniendo en la Unión Soviética y representaba a dicho Estado comunista como una de las principales potencias industriales emergentes. El autoproclamado propósito de la publicación era el de “reflejar en la fotografía el alcance entero y la variedad del trabajo de construcción que está teniendo lugar en la URSS”
Al enfocarse en un solo tema o iniciativa en cada número, los artistas que contribuyeron a la misma pretendieron efectivamente portar los esfuerzos heroicos de los trabajadores soviéticos, a veces vertidos algunos proyectos de gran escala, en cumplir los objetivos establecidos por el entonces secretario del comité central Iósif Stalin para la transformación de un país que todavía era tecnológicamente deficiente en una potencia mundial eventualmente productiva y desarrollada (tanto que en 1949 logró detonar su primera bomba atómica (aunque lo hizo de forma más temprana que lo esperado en Occidentedebido a que el físico y espía comunista alemán Klaus Fuchs logró infiltrarse en el ultrasecreto Proyecto Manhattan estadounidense).
Los primeros números de URSS en construcción tendían a focalizarse en grandes proyectos estatales, particularmente aquellos relacionados con la industrialización país que siguió a la colectivización de la agricultura.
No obstante, el alcance de la publicación se expandió bastante rápidamente, y los últimos números de la misma se enfocaron en diferentes repúblicas nacionales que conformaban el gigantesco y multiétnico estado soviético, además de varios proyectos de construcción, entonces nuevas rutas de transporte y temáticas de la vida diaria tales como los niños, las artes, el atletismo, además de temas políticos específicos, (naturalmente relacionados al marxismo-leninismo, la ideología oficial soviética).
La revista fue publicada durante el transcurso de once años seguidos y contenía artículos que redactados por escritores soviéticos de prestigio tales como Aleksandr Fadéyev, Isaak Bábel y Serguéi Tretiakov, con montajes compuestos a partir de imágenes creadas por los más talentosos fotoperiodistas de la entonces Unión Soviética. Además, Max Alpert, Arkadi Shaijet, Gueorgui Zelma, Borís Ignatóvich, Semión Fridland y Gueorgui Petrusov. Por su parte, El Lissitzky y Sophie Lissitzky-Küppers realizaron el diseño general y las portadas en varios números, así como también lo hizo Aleksandr Ródchenko junto a su esposa Varvara Stepánova.
Varios artistas de vanguardia entonces se volcaron al fotomontaje como un modo alternativo de expresión que permitía sortear las rígidas restricciones impuestas sobre las pinturas por el entonces realismo socialista de la URSS estalinista.